# Stuttgarter Golf-Club Solitude
Der Stuttgarter Golf-Club Solitude e.V. in Mönsheim im Enzkreis ist einer der ältesten deutschen Golfsport-Vereine. Auf seinem Golfplatz wurden mehrfach die German Open bzw. German Masters ausgetragen. Die Herrenmannschaft als auch die Damenmannschaft spielen in der 1. Bundesliga der Deutschen Golf Liga.
Der Golfplatz des Clubs wurde von Bernhard von Limburger entworfen und liegt ungefähr 25 Kilometer nordwestlich von Stuttgart im Heckengäu. Er ist gekennzeichnet von einem alten Baumbestand in hügeliger und sehr ruhiger Umgebung. Die verhältnismäßig kleinen und schnellen Grüns sind häufig erhöht angelegt und sind dadurch schwer anzuspielen.

## Geschichte
Der Stuttgarter Golf-Club Solitude wurde bereits im Jahr 1927 gegründet. Im gleichen Jahr wurde mit dem Bau eines 9-Loch-Platzes auf der Leonberger Heide unweit von Schloss Solitude begonnen. Dieser wurde von Colt, Alison & Morrison Ltd. entworfen, unter deren Konzeption unter anderem auch der Golfplatz des Hamburger Golf-Clubs Falkenstein entstand. Von 1929 bis zu seinem Tod im Jahr 1942 war Robert Bosch Präsident des Clubs. Der Spielbetrieb auf dem ursprünglichen Platz wurde infolge des Zweiten Weltkrieges im Jahr 1943 eingestellt und auf dem Golfplatz wurde Mais angebaut. Nach dem Ende des Krieges richteten die amerikanischen Streitkräfte den Golfplatz wieder her.
Im Jahr 1956 zogen die Amerikaner auf den inzwischen neu gebauten Stuttgart Golf Course in Kornwestheim um, welcher mittlerweile vom Golfclub Neckartal e.V. mitgenutzt wird. Der heute vom Stuttgarter Golf-Club Solitude genutzte 18-Loch-Golfplatz in Mönsheim wurde im Jahr 1969 in Betrieb genommen und in den Jahren 2005 bis 2007 einem umfangreichen Redesign unter der Konzeption von Thomas Himmel unterworfen. Dabei wurde der Golfplatz vollumfänglich an die heutigen Anforderungen angepasst. Unter anderem wurden auch die Grüns vergrößert und teilweise repositioniert. In den Jahren 2020 und 2021 wurden die Übungsanlagen komplett neu angelegt und vergrößert.

### Präsidenten
- Robert Bosch
- Carl Dinkelacker
- Peter Mailänder
- Markus H. Ostrop

## Internationale Meisterschaften
- German Open (1983)
- German Masters (später Mercedes-Benz Championship) (1987–1993)

## Sportliche Erfolge
- Deutscher Mannschaftsmeister Herren (2019)